# Mártonffy Károly (színművész)
Mártonffy Károly (Komárom, 1832. július 26. – Újpest, 1889. április 18.) színész, súgó, a Nemzeti Színház tagja.

## Pályafutása
Mártonffy Frigyes hírlapíró és fordító testvéröccse, Apja Martin N. kesztyűs iparos volt. 1848-49-ben honvédként szolgált; a szabadságharc után 1861. szeptember 12-én vidéki színész lett, majd a pesti Nemzeti Színház súgójaként dolgozott. A vidéki lapokba írt beszélyeket.

## Munkái
- Szinházi Napló az 1862-63. szini évre. Debreczen, 1863.
- Uj évi emlény az 1863. évre. Uo. 1863.